# テラバトル
『テラバトル』（TERRA BATTLE）はミストウォーカーにより開発・運営されていたスマートフォン向けゲームアプリ。2014年10月9日サービス開始、2020年6月30日をもってサービスを終了した。

## 概要
スマートフォンのiOS、Android用のロールプレイングゲーム。ゲームプレイは無料であり、アプリ内で課金を行う（アイテム課金）。
ミストウォーカーはスマートフォンアプリは過去に配信しているが、アプリの運営を行うゲームは初めてである。
日本の他、北米や欧州で配信している。2015年4月には台湾、香港、マカオでも配信を開始した。
2017年に続編となる『テラバトル2』と派生タイトルである『テラウォーズ』を発表した。

## ゲームシステム
戦闘システム
縦8マス、横6マスの碁盤の目状のマップに、味方と敵キャラクターのアイコンが配置される。味方キャラクターを1体動かし、敵を仲間と挟むことで、敵に攻撃を行う。敵を挟んだ味方キャラクターのそれぞれを起点に、敵や障害物を挟まない十字方向に配置されている味方ユニットとは「連鎖」が発生し、追加攻撃等が行われる。
クエスト中に定められた条件（敵の全滅等）を満たせばクリアー、味方キャラクターが敵を挟めない状況になった場合（味方1体となる等）はゲームオーバー（クエストの失敗）となる。
スタミナ、エナジー
クエストを行うには設定されたスタミナを消費する。スタミナは時間経過で回復する。またスタミナが不足する場合はエナジーを消費することで全回復できる。エナジーは仲間を増やす「出会い」や、クエスト中でのコンティニューにも用いる。エナジーはゲーム中でも手に入るが、リアルマネーでの購入（アイテム課金）も可能。
スキル、ジョブ
味方キャラクターにはスキルが設定されており、多くはレベルを上げると4つ取得する。キャラクター毎にコインと所定のアイテムを使うと、新たなジョブが開放され、レベルを上げることで新たなスキルを取得する（レベルはジョブ毎である）。また別のジョブのスキルを4つまで付けられる。

## ダウンロードスターター
ダウンロード数に応じて、公約を定めており、ユーザーに特典があるようにしている。坂口博信と交友のある、著名人が参加している。Kickstarterに着想を得ているが、実際のお金が絡ませず、プレイヤーに利益を還元する方法を考えた結果、ダウンロードスターターが生まれたという。
主な遷移は以下のとおり。数字はダウンロード数、年月日は達成した日。
- ダウンロードスターター 1（10万～200万ダウンロード）
  - 10万、植松伸夫 新曲、2014年10月11日
  - 20万、皆葉英夫 新キャラクター
  - 30万、漫画家鈴木央 参戦
  - 40万、米田仁士 参戦
  - 50万、楠木学 新キャラクター
  - 70万、大島直人 参戦、2014年10月16日
  - 80万、攻略本制作開始、2014年10月20日
  - 100万、コンサート開催、対戦プレイ開発開始、2014年10月30日
  - 110万、柴田亜美 参戦
  - 130万、アードブックの製作開始、2014年12月9日
  - 140万、フィギュア制作開始
  - 150万、天野喜孝 参戦、松野泰己 シナリオ参戦、2015年1月23日
  - 160万、伊藤賢治 新曲、2015年2月10日
  - 170万、下村陽子 新曲、2015年4月6日
  - 180万、光田康典 新曲
  - 190万、ひそ星人グッズ化開始
  - 200万、コンシューマー版の開発開始、2015年4月30日
- ダウンロードスターター 2（200万～300万ダウンロード）
  - 210万、小説化
  - 220万、崎元仁 新曲、2015年6月5日
  - 230万、コザキユースケ 新キャラクター
  - 240万、山本大介 パズルクエスト開発開始
  - 250万、加山雄三 背景画
  - 260万、北瀬佳範 エンドレスクエスト開発開始
  - 270万、チーム藤坂[注 3]ワールド開発開始
  - 280万、漫画化
  - 290万、植松伸夫によるオペラ座クエスト開発開始
  - 300万、コンサート第2弾

## 評価
電撃Appアワード2014にて第3位、ファミ通アワード2014にてイノベーション賞とルーキー賞を獲得した。

## スタッフ
コアスタッフは坂口を入れて7人という比較的小規模な体制で開発している。
- 坂口博信 - プロデューサー
- 大野浩司 - ディレクター（プログラムも担当）
- 西村有紀 - ゲームデザイン
- 藤坂公彦 - キャラクターデザイン
- 葉山賢英 - グラフィックデザイン
- 波多野大 - シナリオ（セブンスエンタテインメント株式会社）
- 植松伸夫 - 音楽

## あらすじ
大地が崩壊の一途をたどる惑星を舞台に、大地の奥底に眠るといわれる「神」を探す一行の冒険としてシナリオが展開される。
一行の冒険は地底へと至り岩人と邂逅する。岩人の女王パルパ324世は一行を深部へ案内する。深部で古の装置の生贄となるパルパ。
宇宙に飛び出した一行は、異星人からの襲撃を受け、未知の惑星に不時着する。未知の惑星にて異星人の追手との戦いを繰り広げる。

## 本
テラバトル 公式攻略ガイド 1stピリオド
2015年2月27日発売、ISBN 978-4047303201。週刊ファミ通編集部、エンターブレイン。
テラバトル アートワークス
2015年5月22日発売、ISBN 978-4047330061。週刊ファミ通編集部、エンターブレイン。
TERRA BATTLE 英雄失格
2015年7月3日発売、ISBN 978-4087033694。波多野大作、藤坂公彦・楠木学イラスト、集英社、ジャンプ ジェイ ブックス。